# So-Called Chaos
So-Called Chaos es el sexto álbum de estudio y el cuarto lanzado internacionalmente de la intérprete canadiense Alanis Morissette, lanzado en mayo de 2004. La placa debutó en el número 2 en Canadá y en el número cinco en el US Billboard 200 vendiendo 115 000 copias en los Estados Unidos en su primera semana. Los sencillos fueron "Everything", "Out Is Through" y por último "Eight Easy Steps". El sencillo "Excuses" fue lanzado solo en Brasil donde alcanzó el top 40. Para septiembre de 2008 el álbum había vendido alrededor de 3 millones de copias en el mundo, de las cuales 470 000 habían sido vendidas en los Estados Unidos.

## Historia
Después de dos años de que Morissette lanzara Under Rug Swept, su quinto álbum de estudio, en ese tempo había conocido a su entonces novio Ryan Reynolds, de modo que su carácter alegre hizo sentir su presencia en muchas de las canciones de So-Called Chaos. El álbum era más contento, sus canciones eran más felices que sus obras anteriores como "You Oughta Know" o "Uninvited". Un periodista le preguntó a Morissette si la canción "This Grudge" se basa en la misma persona de "You Oughta Know", a lo que respondió: "persona diferente, misma época".

## Recepción y rendimiento
El primer sencillo, "Everything", fue lanzado en la radio estadounidense en la primavera de 2004 y fue recibido con reacciones mixtas. Tuvo una buena recepción el Adul Top 40, pero no logró tanto éxito en el Billboard Hot 100. 
Algunos comentarios del álbum fueron positivos, con muchos críticos calificándolo como su disco más accesible y convencional desde Jagged Little Pill. Sin embargo otros pensaban que se había vendido por el bien de las ventas de discos. 
El álbum debutó en el número dos en las listas de álbumes canadienses vendiendo 11.200 copias en su primera semana, y en el número cinco en el Billboard 200 en los Estados Unidos vendiendo 115.000 copias con un total de 887.000 copias vendidas en el mundo durante esa semana. Pasó una semana más antes de salir de la lista de los diez más populares del Billboard. En septiembre de 2008 había vendido 470.000 copias en EE. UU. El segundo sencillo fuera de EE. UU. fue "Out is Through" que tuvo un pobre rendimiento en el Reino Unido. El último sencillo en territorio estadounidense fue "Eight Easy Steps" que a pesar de haber contado con un buen vídeo musical no tuvo mayor éxito y no logró causar un aumento significativo en las ventas del álbum que ya había salido de la lista del Billboard 200.

## Contenido multimedia
El álbum posee contenido multimedia, el que contiene los vídeo de "Eight Easy Steps" y "Excuses", un reportaje sobre la grabación del álbum, el bonus track "This Grudge" (Versión acústica, sólo audio) y un enlace directo a una web secreta con el vídeo de "Everything" con Pau Donés (Jarabe de Palo), el making of del videoclip y un compendio de imágenes entre bastidores llamado We're with the Band.

## Lista de canciones
- 1."Eight Easy Steps" – 2:52
- 2."Out Is Through" – 3:52
- 3."Excuses" – 3:32
- 4."Doth I Protest Too Much" – 4:03
- 5."Knees of My Bees" – 3:41
- 6."So-Called Chaos" – 5:03
- 7."Not All Me" – 3:58
- 8."This Grudge" – 5:07
- 9."Spineless" – 4:15
- 10."Everything" – 4:36

Todas las letras son de Alanis Morissette

## Posicionamiento

### Álbum
| Listas (2004)           | Máxima posición |
| ----------------------- | --------------- |
| Canadá Albums Chart     | 2               |
| Austria Albums Chart    | 1               |
| European Top 100 Albums | 1               |
| Alemania Albums Chart   | 1               |
| Holanda Albums Chart    | 1               |
| Finlandia Albums Chart  | 20              |
| Japón Albums Chart      | 7               |
| Suiza Albums Chart      | 2               |

| Listas (2004)          | Máxima Posición |
| ---------------------- | --------------- |
| ItalyiaAlbums Chart    | 4               |
| Francia Albums Chart   | 5               |
| Noruega Albums Chart   | 2               |
| Portugal Albums Chart  | 9               |
| U.S. Billboard 200     | 5               |
| UK Albums Chart        | 8               |
| Dinamarca Albums Chart | 24              |
| Suecia Albums Chart    | 10              |
| Israel Albums Chart    | 12              |
| Australia Albums Chart | 15              |

### Sencillos
| Año  | Sencillo           | Posicionamiento | Posicionamiento | Posicionamiento      | Posicionamiento  | Posicionamiento   | Posicionamiento | Posicionamiento | Posicionamiento |
| Año  | Sencillo           | CAN             | U.S. Hot 100    | U.S. Hot 100 Airplay | U.S. Modern Rock | U.S. Adult Top 40 | U.S. Top 40/Pop | UK              | AUS             |
| ---- | ------------------ | --------------- | --------------- | -------------------- | ---------------- | ----------------- | --------------- | --------------- | --------------- |
| 2004 | "Everything"       | 3               | 76              | 75                   | -                | 4                 | 36              | 22              | 15              |
| 2004 | "Out Is Through"   | -               | -               | -                    | -                | -                 | -               | 56              | -               |
| 2004 | "Eight Easy Steps" | -               | -               | -                    | -                | 27                | -               | -               | -               |